# Hjargasz járás
Hjargasz járás (mongol nyelven: Хяргас сум) Mongólia Uvsz tartományának egyik járása. Területe 3300 km². Népessége kb. 3900 fő.
Székhelye Bugat (Бугат), mely 180 km-re délkeletre fekszik Ulángom tartományi székhelytől.